# Christmas Present
Christmas Present är ett julalbum från 1974 av Andy Williams, utgivet på Columbia som hans tredje julalbum på detta skivmärke. Det återlanserades på CD den 25 oktober 1990.

## Låtlista
1. Christmas Present
2. Joy to The World
3. O Little Town Of Bethlehem
4. Christmas Bells
5. It Came Upon A Midnight Clear
6. Ave Maria (Schubert)
7. O Come All Ye Faithful
8. Angels We Have Heard On High
9. Hark! The Herald Angels Sing
10. Ave Maria (Gounod)
11. What Child Is This
12. I Heard the Bells on Christmas Day
13. The Lord's Prayer